# Idaea aspelaria
Idaea aspelaria là một loài bướm đêm trong họ Geometridae.